# Autostrada A1 (Martynika)
Autostrada A1, zwana także po prostu autostradą (fr. Autoroute A1, L'autoroute) – krótka autostrada leżąca na terenie francuskiego departamentu zamorskiego Martynika. Łączy port lotniczy imienia Aimé Césaire z Fort-de-France, stolicą jednostki. Całkowita długość drogi wynosi 7 km.
Trasa jest jedyną autostradą znajdującą się poza obszarem Francji metropolitalnej (kontynentalnej). Oddano ją do użytku w całości w lipcu 1963 roku. Przejazd arterią jest bezpłatny. 